# JBS (azienda)
JBS S.A. (acronimo di José Batista Sobrinho Sociedade Anônima) è una società brasiliana, la più grande azienda di lavorazione della carne del mondo, produce carne di manzo, pollo e maiale lavorati in fabbrica e vende anche sottoprodotti della lavorazione di queste carni.

## Storia
Con sede a San Paolo, fu fondata nel 1953 ad Anápolis, Goiás. L'azienda ha 150 stabilimenti industriali in tutto il mondo. J&F Investimentos è un azionista indiretto al 42% in JBS S.A. J&F Investimentos è interamente di proprietà di Joesley Batista e Wesley Batista. A partire da maggio 2017, JBS S.A. rimane il più grande produttore di carne al mondo. In Italia il marchio più rinomato del gruppo JBS è Rigamonti, azienda valtellinese specializzata in bresaole tra i tanti acquistati in tutto il mondo. Coinvolta in casi di corruzione, la JBS è inoltre causa principale della deforestazione della Foresta Amazzonica, utilizzata per creare terreni di pascolo per gli animali.